# New-York-City-Marathon 2021
Der New-York-City-Marathon 2021 (offiziell: TCS New York City Marathon 2021) war die 50. Ausgabe der jährlich stattfindenden Laufveranstaltung in New York City, Vereinigte Staaten. Der Marathon fand am 7. November 2021 ab 9:20 Uhr Ortszeit (15:20 Uhr MEZ) statt. Es war der letzte Lauf der World Marathon Majors 2019/21.

## Ergebnisse

### Männer
| Platz | Athlet                 | Land               | Zeit (h) |
| ----- | ---------------------- | ------------------ | -------- |
| 01    | Albert Korir           | Kenia              | 2:08:22  |
| 02    | Mohamed Reda el-Aaraby | Marokko            | 2:09:06  |
| 03    | Eyob Faniel            | Italien            | 2:09:52  |
| 04    | Elkanah Kibet          | Vereinigte Staaten | 2:11:15  |
| 05    | Abdi Nageeye           | Niederlande        | 2:11:39  |
| 06    | Kenenisa Bekele        | Äthiopien          | 2:12:52  |
| 07    | Ben True               | Vereinigte Staaten | 2:12:53  |
| 08    | Nathan Martin          | Vereinigte Staaten | 2:12:57  |
| 09    | Kibiwott Kandie        | Kenia              | 2:13:43  |
| 10    | Jared Ward             | Vereinigte Staaten | 2:13:43  |

### Frauen
| Platz | Athletin          | Land               | Zeit (h) |
| ----- | ----------------- | ------------------ | -------- |
| 01    | Peres Jepchirchir | Kenia              | 2:22:39  |
| 02    | Viola Cheptoo     | Kenia              | 2:22:44  |
| 03    | Ababel Yeshaneh   | Äthiopien          | 2:22:52  |
| 04    | Molly Seidel      | Vereinigte Staaten | 2:24:42  |
| 05    | Helalia Johannes  | Namibia            | 2:26:09  |
| 06    | Kellyn Taylor     | Vereinigte Staaten | 2:26:10  |
| 07    | Annie Frisbie     | Vereinigte Staaten | 2:26:18  |
| 08    | Laura Thweatt     | Vereinigte Staaten | 2:27:00  |
| 09    | Grace Kahura      | Kenia              | 2:30:32  |
| 10    | Stephanie Bruce   | Vereinigte Staaten | 2:31:05  |